# عملية أونا
عملية أونا كانت هجوما عسكريا قام به الجيش الكرواتي ضد جيش جمهورية صرب البوسنة في غرب البوسنة والهرسك في 18-19 سبتمبر 1995 خلال حرب البوسنة والهرسك. تضمنت العملية عبور نهري أونا وسافا لإنشاء رؤوس جسور في نوفي غراد وبوسانسكا دوبيتشا وبوسانسكا كوستانيتشا وقبالة ياسينوفاتش للسماح بالتقدم اللاحق نحو برييدور وبانيا لوكا.
تم التخطيط للعملية في غضون ساعات بعد اجتماع بين رئيس كرواتيا فرانيو تودجمان والدبلوماسي الأمريكي ريتشارد هولبروك الذي حث خلاله هولبروك تودجمان على الاستيلاء على برييدور والتهديد بالاستيلاء على بانيا لوكا من جيش جمهورية صرب البوسنة باستثناء الاستيلاء الفعلي على المدينة لأنه يعتقد أن مثل هذا التطور سيجبر قادة صرب البوسنة والهرسك على الجلوس على طاولة المفاوضات. أدى التخطيط والإعداد غير الملائمين بالإضافة إلى المعلومات الاستخبارية العسكرية المعيبة عن القوة المدافعة وتجاهل منسوب المياه المرتفع لنهري أونا وسافا إلى وقوع عدد كبير من الضحايا وقليل من النجاح. تم إلغاء الهجوم بعد يوم واحد من إطلاقه وتم إخلاء الجسور. ألقى الجيش الكرواتي في النهاية باللوم على اللواء فينكو فرباناتش لفشله. كان فرباناتش قد أذن بالهجوم بدلا من الإحالة لرئيس هيئة الأركان العامة الفريق الأول زفونيمير سيرفينكو.
كانت عملية أونا هي العملية الوحيدة غير الناجحة التي قام بها الجيش الكرواتي من سلسلة من الهجمات التي بدأت في نوفمبر 1994. كانت مثيرة للجدل في وسائل الإعلام الكرواتية ولكن تم تجاهلها بشكل عام باعتبارها انحرافا عن سلسلة من النجاحات. في عام 2006 بدأت السلطات الكرواتية تحقيقا في جرائم الحرب المزعومة التي ارتكبها جنود الجيش الكرواتي أثناء العملية والتي قُتل فيها 40 مدنيا صربيا. 

## الخلفية
مع انسحاب جيش يوغوسلافيا الشعبي من كرواتيا بعد قبول خطة فانس وبدء تنفيذها تم نقل 55000 من الضباط والجنود المولودين في البوسنة والهرسك إلى جيش صرب البوسنة والهرسك الجديد والذي تم تغيير اسمه لاحقا إلى جيش جمهورية صرب البوسنة. أعادت إعادة التنظيم هذه إعلان جمهورية البوسنة والهرسك الصربية في 9 يناير 1992 قبل الاستفتاء على استقلال البوسنة والهرسك الذي جرى بين 29 فبراير و1 مارس 1992 ذريعة صرب البوسنة والهرسك لحرب البوسنة والهرسك. بدأ صرب البوسنة والهرسك في تحصين العاصمة سراييفو ومناطق أخرى في 1 مارس 1992. وفي اليوم التالي تم تسجيل أول قتلى في الحرب في سراييفو ودوبوي. في الأيام الأخيرة من شهر مارس قصفت قوات صرب البوسنة والهرسك بوسانسكي برود بالمدفعية مما أدى إلى عملية عبر الحدود من قبل اللواء 108 من الجيش الكرواتي. في 4 أبريل 1992 بدأت مدفعية جيش يوغوسلافيا الشعبي بقصف سراييفو. كانت هناك أمثلة أخرى على دعم جيش يوغوسلافيا الشعبي مباشرة لجيش جمهورية صرب البوسنة مثل أثناء الاستيلاء على زفورنيك في أوائل أبريل 1992 عندما قدم جيش يوغوسلافيا الشعبي دعما مدفعيا من صربيا وأطلق النار عبر نهر درينا. في الوقت نفسه حاول جيش يوغوسلافيا الشعبي نزع فتيل الموقف وترتيب المفاوضات في مكان آخر من البلاد.
واجه جيش يوغوسلافيا الشعبي وجيش جمهورية صرب البوسنة في البوسنة والهرسك جيش جمهورية البوسنة والهرسك ومجلس الدفاع الكرواتي لتقديم التقارير إلى الحكومة المركزية التي يهيمن عليها البوشناق وكروات البوسنة والهرسك على التوالي بالإضافة إلى الجيش الكرواتي والذي يدعم أحيانا عمليات مجلس الدفاع الكرواتي. في أواخر أبريل كان جيش جمهورية صرب البوسنة قادرا على نشر 200000 جندي ومئات الدبابات وناقلات الجند المدرعة وقطع المدفعية. يمكن لمجلس الدفاع الكرواتي وقوات الدفاع الكرواتية إرسال ما يقرب من 25000 جندي وحفنة من الأسلحة الثقيلة في حين أن جيش جمهورية البوسنة والهرسك لم يكن مستعدا إلى حد كبير بما يقرب من 100000 جندي والأسلحة الصغيرة لأقل من نصف عددهم وتقريبا لا توجد أسلحة ثقيلة. تم إعاقة تسليح القوات المختلفة من قبل الأمم المتحدة حظر توريد الأسلحة الذي تم فرضه في سبتمبر 1991. بحلول منتصف مايو 1992 عندما انسحبت وحدات جيش يوغوسلافيا الشعبي التي لم يتم نقلها إلى جيش جمهورية صرب البوسنة من البوسنة والهرسك إلى جمهورية يوغوسلافيا الاتحادية المعلن عنها حديثا سيطر جيش جمهورية صرب البوسنة على ما يقرب من 60 في المائة من البوسنة والهرسك. امتد نطاق السيطرة إلى حوالي 70 بالمائة من البلاد بحلول نهاية العام.

## المقدمة
بحلول عام 1995 تطور جيش جمهورية البوسنة والهرسك ومجلس الدفاع الكرواتي إلى قوات منظمة بشكل أفضل تستخدم أعدادا كبيرة نسبيا من قطع المدفعية والتحصينات الدفاعية الجيدة. لم يكن جيش جمهورية صرب البوسنة قادرا على اختراق دفاعاته حتى عندما استخدمت قواته تكتيكات عسكرية سليمة على سبيل المثال في معركة أوراشي في مايو ويونيو 1995. بعد استعادة الجزء الأكبر من جمهورية كرايينا الصربية (المناطق التي يسيطر عليها صرب كرواتيا في كرواتيا) في عملية العاصفة في أغسطس 1995 حول الجيش الكرواتي تركيزه إلى غرب البوسنة والهرسك. كان الدافع وراء هذا التحول هو الرغبة في إنشاء منطقة أمنية على طول الحدود الكرواتية وترسيخ كرواتيا كقوة إقليمية وكسب مزايا مع الغرب من خلال فرض إنهاء حرب البوسنة والهرسك. رحبت حكومة البوسنة والهرسك بالخطوة لأنها ساهمت في تحقيق هدفهم في السيطرة على غرب البوسنة والهرسك ومدينة بانيا لوكا أكبر مدينة في الأراضي التي يسيطر عليها صرب البوسنة والهرسك.
بينما أطلق الناتو عملية القوة المتعمدة وهي سلسلة من الضربات الجوية التي استهدفت بشكل عام جيش جمهورية صرب البوسنة حول سراييفو ظل غرب البوسنة والهرسك هادئا نسبيا بعد عملية العاصفة باستثناء عمليات التحقيق التي شنها جيش جمهورية صرب البوسنة ومجلس الدفاع الكرواتي وجيش جمهورية البوسنة والهرسك بالقرب من بيهاتش ودرفار وغلاموتش. في ذلك الوقت كان الجيش الكرواتي ومجلس الدفاع الكرواتي وجيش جمهورية البوسنة والهرسك تخطط لشن هجوم مشترك في المنطقة. هاجم الجيش الكرواتي ومجلس الدفاع الكرواتي عبر عملية تحمل الاسم الرمزي عملية ميسترال 2 في 8 سبتمبر بهدف الاستيلاء على مدن يايتسي وشيبوفو ودرفار. في 13 سبتمبر مع توقف الضربات الجوية لحلف شمال الأطلسي وقرب الانتهاء من أهداف الجيش الكرواتي ومجلس الدفاع الكرواتي أطلق الفيلق الخامس في جيش جمهورية البوسنة والهرسك عملية سانا ودفع جيش جمهورية صرب البوسنة إلى الجنوب الشرقي من بيهاتش لمسافة تصل إلى 70 كيلومترا (43 ميلا) ووسع أبرزها جيش جمهورية البوسنة والهرسك شمالا باتجاه نوفي غراد.
في 17 سبتمبر التقى الدبلوماسي الأمريكي ريتشارد هولبروك والسفير الأمريكي في كرواتيا بيتر و. غالبريث بالرئيس الكرواتي فرانيو تودجمان في زغرب. تم توجيه هولبروك من قبل الولايات المتحدة لحث تودجمان على وقف العمليات الهجومية من قبل الجيش الكرواتي في غرب البوسنة والهرسك. ومع ذلك اعتقد هولبروك وغالبريث أن التعليمات لم تكن حكيمة ورأيا فرصة لهزيمة جيش جمهورية صرب البوسنة وإقامة توازن عسكري جديد في البلاد. اعتبر هولبروك أيضا أن الوضع المتغير على الأرض سمح له ولغالبريث بتجاهل التعليمات. حث هولبروك تودجمان على الاستيلاء على سانسكي موست ونوفي غراد وبريدور من جيش جمهورية صرب البوسنة والقيام بذلك بسرعة لكنه طلب منه التوقف عن الاستيلاء على بانيا لوكا. اعتبر هولبروك وغالبريث أنه سيكون مفيدا لهما وأن العدالة ستتحقق إذا خسر جيش جمهورية صرب البوسنة بانيا لوكا لكنهما قرروا عدم تشجيعها خوفا من أن يكون هناك 200000 لاجئ آخرين من المدينة أو أن كرواتيا لن تكون على استعداد للتخلي عن سيطرتها على بانيا لوكا في وقت لاحق. كانوا يأملون أيضا في وجود قيادة أكثر اعتدالا لصرب البوسنة والهرسك في المدينة حيث كانت المنطقة الأكثر حضرية لصرب البوسنة والهرسك.

## ترتيب المعركة
استنادا إلى نتيجة اجتماع هولبروك - تودجمان وتقييم هيئة الأركان العامة للجيش الكرواتي أن الفيلق الثاني لجيش جمهورية صرب البوسنة قد تم تدميره بالكامل تم اتخاذ قرار بنشر الجيش الكرواتي في المنطقة دون أي تحضير أو تخطيط تقريبا. استند تقييم هيئة الأركان العامة للجيش الكرواتي إلى مكاسب جيش جمهورية البوسنة والهرسك في غرب البوسنة والهرسك خلال الأيام الأربعة الماضية. تم وضع أمر الهجوم في 17 سبتمبر ووقعه اللواء فينكو فرباناتاتش نيابة عن رئيس الأركان العامة الجنرال زفونيمير سيرفينكو. الهجوم الذي أطلق عليه اسم عملية أونا كان من المقرر أن يبدأ مع عبور نهر أونا في نوفي غراد وبوسانسكا دوبيتشا ونهر سافا في ياسينوفاتش تلاه الاستيلاء على جبل بروسارا للسماح بمزيد من التقدم نحو برييدور. كان الهدف من العملية أن يتم تنسيقها مع الفيلق الخامس من جيش جمهورية البوسنة والهرسك والذي سيواصل تقدمه السريع نحو برييدور ونوفي غراد.
بعد إعطاء الأوامر فقد استعد الجيش الكرواتي قرابة 10 ساعات فقط لذلك فقط أفراد الجيش الكرواتي الذين تم نشرهم بالفعل بالقرب من رؤوس الجسور المخطط لها هم الذين قاموا بالهجوم وهم أساسا من فيلق زغرب على طول أونا وفيلق بيلوفار على طول نهر سافا. اعتبرت معابر أونا الأهداف الأساسية وتم تخصيصها لعناصر من الحرس الوطني الأول وألوية الحرس الوطني الثاني بدعم من فوج الحرس الوطني السابع عشر. كان مجموع اللواءان مجتمعين 1500 جندي بالإضافة إلى 1500 من المشاة الاحتياطيين من الحرس الوطني المتاحين لعبور أونا. كان لدى فيلق بيلوفار ما يقرب من 2500 مشاة احتياطي من الحرس الوطني تحت تصرفه موزعين على ثلاث مجموعات قتالية (تتكون من عناصر من أفواج الحرس الوطني 52 و121 و125) وحوالي 900 جندي دعم بما في ذلك كتيبة مزودة ببنادق 155 ملم (6.1 بوصات) من اللواء السادس عشر للمدفعية والصواريخ وعناصر كتيبة المدفعية الثامنة عشرة (فصيلة من مدافع الهاوتزر 155 ملم ومدافع 130 ملم (5.1 بوصات)). كانت قوة فيلق بيلوفار بقيادة اللواء لوكا دانكو بينما كانت وحدات فيلق زغرب الملتزمة بالعملية بقيادة اللواء ماريان ماريكوفيتش.
كان لدى جيش جمهورية صرب البوسنة ثلاث كتائب حامية في المنطقة يقودها عموما جنود الاحتياط الذين تجاوزوا سنهم. تم نشر اثنين منهم الذين ينتمون إلى لواء مشاة نوفي غراد الأول ولواء مشاة دوبيتشا الحادي عشر على طول نهر أونا وواجهوا فيلق زغرب. الجزء المتبقي وهو جزء من لواء المشاة الخفيف غراديشكا الأول تم نشره على طول نهر سافا مقابل فيلق بيلوفار من الجيش الكرواتي. تم نشر المدافعين عن جيش جمهورية صرب البوسنة تحت السيطرة الشاملة لفيلق كرايينا الأول بقيادة المقدم الجنرال مومير تاليتش في تحصينات معدة مسبقا محمية بحقول الألغام ودعم نيران المدفعية القوية. قدر الجيش الكرواتي أن وحدات جيش جمهورية صرب البوسنة المنتشرة على طول نهر سافا كانت مدعومة من قبل مجموعة من الدبابات وبطارية واحدة لكل مدافع من عيار 130 ملم ومدافع هاوتزر عيار 155 ملم ومدافع 76 ملم (3.0 بوصات) المضادة للدبابات.

## الجدول الزمني
خريطة المعارك في غرب البوسنة والهرسك في سبتمبر - أكتوبر 1995 وتم تصوير عملية أونا بالقرب من أعلى الخريطة.

### 18 سبتمبر

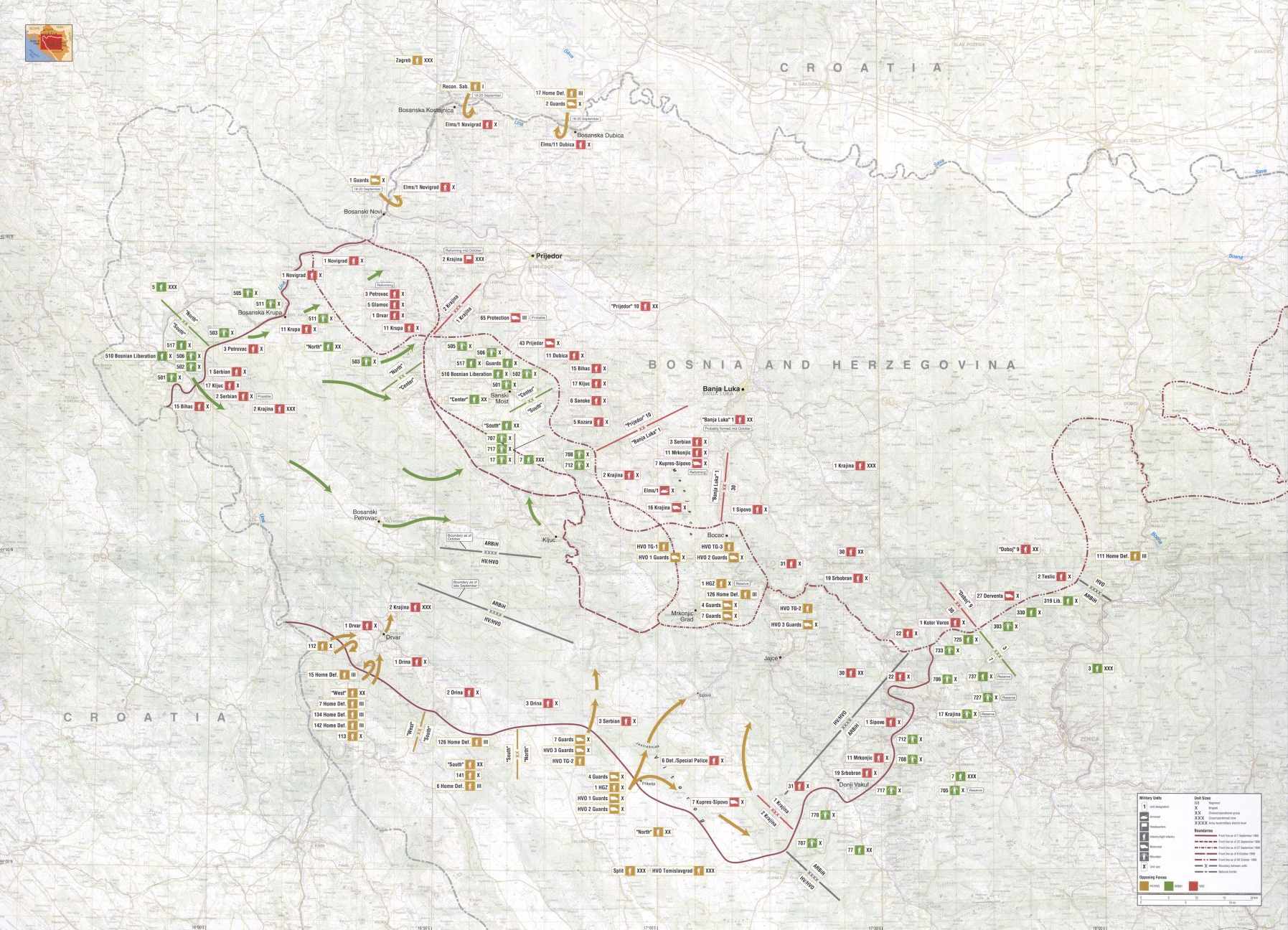
خريطة المعارك في غرب البوسنة والهرسك في الفترة من سبتمبر إلى أكتوبر 1995 وتم تصوير عملية أونا بالقرب من أعلى الخريطة.

أعاقت المعابر ارتفاع منسوب الأنهار وفيضان الشواطئ الأمامية والتيارات القوية والحطام العائم فضلا عن نقص القوارب وغيرها من وسائل عبور النهر. كانت المعدات التي قدمتها كتيبة المهندسين 33 بما في ذلك زورقان قطر وسيارة برمائية متأخرة في الوصول ولم تصل إلى منطقة القتال حتى ظهر يوم 18 سبتمبر. على طول مسار نهري أونا وسافا البالغ طوله 100 كيلومتر (62 ميلا) حيث كان من المقرر أن يتم الهجوم بدأ الجيش الكرواتي قصفا مدفعيا ظهرا وتبع ذلك المعابر بعد الساعة 15:00. حاولت مجموعة القتال التابعة لفوج الحرس الوطني 125 عبورا بالقرب من قرية كوشوتاريكا لكنها فشلت بعد أن واجهت نيرانا قوية من الأسلحة الصغيرة وقذائف الهاون. فشلت محاولة مجموعة القتال التابعة لفوج الحرس الوطني 52 لعبور نهر سافا في اتجاه ياسينوفاتش أيضا وتم ردعها بقذائف الهاون القوية. تمكنت وحدات فيلق زغرب من إنشاء رؤوس جسور صغيرة في مناطق الهبوط المخصصة لها في نوفي غراد وبوسانسكا كوستانيكا وبوسانسكا دوبيكا ولكن تم تثبيتها بنيران المدفعية والمدافع الرشاشة. كما عانى الجيش الكرواتي من 27 قتيلا في الساعات القليلة الأولى من القتال وتم إرسال فرباناتش لتفقد الوضع وقد فزع من التنظيم السيئ للهجوم. خلال ليلة 18/19 سبتمبر واصلت مدفعية جيش جمهورية صرب البوسنة قصف مواقع الجيش الكرواتي على طول الأنهار لكنها أطلقت النار أيضا على بلدات نوفسكا وكوتينا ونوفا غراديشكا ودفور.
توقفت حملة جيش جمهورية البوسنة والهرسك باتجاه سانسكي موست ونوفي غراد حيث تم إنشاء أحد رؤوس الجسور من قبل الجيش الكرواتي في 18-19 سبتمبر حيث واجه جيش جمهورية البوسنة والهرسك 14000 جندي لم يتم اكتشافهم سابقا في المنطقة بدعم من 2000 جندي وصلوا من صربيا.

### 19 سبتمبر
على الرغم من أن فرباناتش أمر بوقف العملية بعد وقت قصير من منتصف ليل 18/19 سبتمبر إلا أن فيلق بيلوفار فشل في إلغاء محاولات عبور جديدة كان قد أمر بها في السادسة من صباح اليوم التالي. استمرت الهجمات وإن كان ذلك في الساعة 10:30 حيث حاولت مجموعات القتال من فوجي الحرس الوطني 52 و 125 عبور نهر سافا في مواقع مختلفة. على الرغم من تعزيز التيارات النهرية واستمرار نيران المدفعية لجيش جمهورية صرب البوسنة تمكنت عناصر استطلاع صغيرة من عبور النهر وتم إجبارهم على العودة بعد ساعة.
في الساعة 12:50 تمكنت قوة مؤلفة من عناصر من فوجي الحرس الوطني 121 و125 و265 فرقة الاستطلاع التخريبية من عبور نهر سافا عند التقاء نهري سافا وأونا. واجهت قوة العبور المكونة من 80 جنديا حقل ألغام ونيران مدفعية جيش جمهورية صرب البوسنة ونيران أسلحة صغيرة من المخابئ بالقرب من ضفة النهر. بدأ استخراج القوة بعد الساعة 14:00 مما أدى إلى تبادل نيران المدفعية الثقيلة بين جيش جمهورية صرب البوسنة في أحد ضفاف النهر والفوج 121 والفوج 125 من الحرس الوطني من جهة أخرى. تطلب الانسحاب العديد من المعابر النهرية باستخدام القوارب المتاحة وأدى إلى مزيد من الخسائر. كان الوضع أكثر تعقيدا بالنسبة للجيش الكرواتي ولكن هناك عدد من الحوادث والعوامل. وشمل ذلك زورق قطر يجر مركبة برمائية تالفة اشتعلت فيها النيران بسبب الأسلاك الخاطئة والدعم الناري غير الكافي من الزوارق الحربية النهرية وأطقم القوارب التي قدمتها كتيبة المهندسين الرابعة والثلاثين التي رفضت عبور النهر تحت وابل من إطلاق نيران جيش جمهورية صرب البوسنة وتعين استبدالها بمجندين من كتيبة المهندسين 33. على الرغم من استخدام المركبات الجوية غير المأهولة للجيش الكرواتي لتحديد مواقع بنادق جيش جمهورية صرب البوسنة كأهداف لنيران مضادة للبطاريات استمر تبادل القصف المدفعي في وقت متأخر من ليلة 19 و20 سبتمبر.
عبرت مجموعة القتال التابعة لفوج الحرس الوطني 52 نهر سافا مرة أخرى في الساعة 14:30 لدعم استخراج رأس الجسر الذي أنشأته عناصر الفوج 121 و 125 من الحرس الوطني. تضمن هذا المعبر 91 جنديا تقدموا مسافة 900 متر (3000 قدم) ودمروا عدة مواقع دفاعية لجيش جمهورية صرب البوسنة قبل أن ينسحبوا الساعة 4:30 مساء.
في 19 سبتمبر حاول فيلق زغرب تعزيز رؤوس الجسور للجيش الكرواتي عبر نهر أونا لكن سقط المزيد من الضحايا. كما أرسل فيلق بيلوفار مجموعة قتال فوج الحرس الوطنى 121 إلى ياسينوفاتش كتعزيز لاختراق دفاعات جيش جمهورية صرب البوسنة. خلال النهار اقترب عرفان توريتش قائد الكتيبة 520 في جيش جمهورية البوسنة والهرسك المتمركزة في فيليكا كلادوشا من فيلق بيلوفار طالبا الإذن بنشر قواته لدعم هجوم فيلق بيلوفار. أحال جانكو الطلب إلى تشيرفينكو. بحلول نهاية اليوم التقى تشيرفينكو مع تودجمان للاحتجاج على الطريقة غير المنظمة التي انطلقت بها العملية وحقيقة أنه لم يتم إبلاغه بها مسبقا. في نفس اليوم أوقفت هيئة الأركان العامة للعمليات العسكرية العملية.

## ما بعد الكارثة
بعد الحرب قدر الجنرال يانكو بوبيتكو خسائر الجيش الكرواتي بأكثر من 70 قتيلا و250 جريحا. وفقا للسجلات الرسمية قُتل 49 جنديا من جنود الجيش الكرواتي أثناء العملية. ومن بين الضحايا بلغ عدد قتلى فيلق بيلوفار خمسة قتلى و26 جريحا. وبحسب مصادر من صرب البوسنة والهرسك فقد تكبد جيش جمهورية صرب البوسنة 44 قتيلا و53 جريحا وثلاثة أسر. بالإضافة إلى ذلك قتل ستة من ضباط شرطة صرب البوسنة والهرسك وأصيب تسعة. وتعتقد مصادر صرب البوسنة والهرسك أن الضحايا المدنيين الصرب قد قُتل منهم 54 شخصا وجُرح 39 وأُسر 6 في يومين من الهجوم. قُتل اثنان من حفظة السلام الدنماركيين المنتشرين مع عملية الأمم المتحدة لاستعادة الثقة في كرواتيا في قصف جيش جمهورية صرب البوسنة على دفور. في عام 2006 بدأت السلطات الكرواتية التحقيق في مزاعم ارتكاب جرائم حرب أثناء العملية وتحديدا قتل 40 مدنيا في منطقة بوسانسكا دوبيكا على يد قوات الكتيبة الأولى من لواء الحرس الوطني الثاني.
في 20 سبتمبر 1995 قدم سيرفينكو تقريره عن عملية أونا إلى تودجمان وأخلى المسؤولية عن نفسه وألقى باللوم على فرباناتش ووزير الدفاع غويكو شوشاك. تم إلقاء اللوم لاحقا على فرباناتش وحده مما أدى في النهاية إلى إنهاء مسيرته العسكرية. ماريكوفيتش الذي كان من المتوقع أن يخلف سيرفينكو كرئيس للأركان العامة تم تجاوزه لصالح الجنرال بافاو ميليافاتش عندما تقاعد سيرفينكو في عام 1996.
كان الهجوم هو العملية الوحيدة غير الناجحة التي نفذها الجيش الكرواتي منذ عملية شتاء 1994 في نوفمبر 1994 وتم تنحيته جانبا في كرواتيا باعتباره انحرافا. لا يزال موضوع جدل في وسائل الإعلام الكرواتية. وفقا للمؤرخ الكرواتي دافور مارييان كانت العملية ذات دوافع سياسية في المقام الأول وتم إطلاقها على عجل ردا على تصريحات هولبروك في 17 سبتمبر. ومع ذلك يدعي مارييان أن الهجوم استند إلى معلومات استخبارية غير صحيحة مما أدى إلى التقليل من أهمية دفاعات جيش جمهورية صرب البوسنة من قبل الجيش الكرواتي. بالإضافة إلى ذلك بالغ الجيش الكرواتي في تقدير قدرته الخاصة على تنفيذ عملية صعبة وأهمل حالة الأنهار التي كانوا يعتزمون عبورها. لم يحاول الجيش الكرواتي أبدا تكرار العبور وبدلا من ذلك اختار تهديد بانيا لوكا من اتجاه مختلف في أوائل أكتوبر في عملية التحرك الجنوبي.